# Miss Kittin
Miss Kittin, een pseudoniem voor Caroline Hervé (Grenoble, 1973), is een Franse dj en zangeres. Samen met Michel Amato is ze actief als Miss Kittin & The Hacker. Miss Kittin stond als dj op grote feesten en evenementen, zoals Lowlands, I Love Techno te Gent, en Pukkelpop te Kiewit. Ook werkte ze samen met Felix Da Housecat, Sven Väth, Primal Scream en T.Raumschmiere.

## Biografie
Hervé werd geboren in Grenoble en studeerde aan de kunstacademie in Marseille. Op haar 22e begon ze met deejayen. Na haar afstuderen in 1995 ging ze fulltime aan de slag als dj. Ze draaide op raves in Frankrijk, Moskou en zelfs samen met Mike Dearborn in Chicago. Met Michel Amato, ook uit Grenoble, begon ze halverwege de jaren negentig ook zelf muziek op te nemen als. Amato opereerde daarbij als The Hacker. In 1998 troffen ze DJ Hell in Marseille, die haar om materiaal vroeg voor zijn nieuwe label International DeeJay Gigolo Records.
Samen met Amato gaf ze hem Champagne EP (Gigolo 11) en Intimites EP (Gigolo 24). De grote doorbraak kwam echter bij het album First Album (Gigolo 75) in 2001, dat haar bekend maakte bij het grote publiek. Ook zong Caroline de hit Silver Screen (Shower scene) van Felix Da Housecat en maakte ze met Sven Väth een coverversie van Je t'aime... moi non plus van Serge Gainsbourg. Een jaar later nam ze met Zwitserse Golden Boy het nummer Rippin Kittin op. Ze mixte in 2002 ook de verzamelalbums On the Road and Radio Caroline Vol.1. In 2003, na hun tournee in de VS, besloten ze samen een rustpauze in te lassen in hun samenwerkingsproject. Een jaar later, in 2004, bracht Miss Kittin haar album I Com uit. Met dit album had ze een aantal hits, bijvoorbeeld Requiem for a hit. Voorts werkte ze samen met Chicks on Speed en T.Raumschmiere. Met die laatste trad ze ook op. 
In 2007 kwamen Miss Kittin & The Hacker weer bij elkaar. Ze maakten de single Hometown/Dimanche en deden in 2008 een nieuwe tournee. Van Hervé zelf verscheen in 2008 het album BatBox, waarop ze met Gothic flirtte. Van Miss Kittin & The Hacker verscheen in 2009 het album Two. Hierna werkte ze samen met Primal Scream voor een eerbetoon aan de band Suicide. In 2013 verscheen het dubbelalbum Calling From The Stars en deed ze een bijdrage aan het album van Kris Menace.